# Ann Ronell
Ann Rosenblatt (25 de diciembre de 1905-25 de diciembre de 1993), más conocida como Ann Ronell, fue una compositora y letrista estadounidense. Su composición más conocida es «Willow weep for me» (1932), un estándar de jazz.
Aunque la mayor parte de sus obras las realizó en Hollywood, donde se trasladó en 1933 para trabajar para Walt Disney Studios, también compuso para el ballet y musicales, incluyendo Count me in, estrenado en Broadway en 1942. Participó en las bandas sonoras de películas como Babes in Toyland (1934) de Laurel y Hardy, Down to their Last Yacht (1935), The River so Blue (1938), Blockade (1938), Algiers (1938), The Story of G.I. Joe (1945), One Touch of Venus (1948), Amor en conserva (1949) de los Hermanos Marx, Main Street to Boadway (1953) y Meeting at a Far Meridian (1964).

## Premios y distinciones
Premios Óscar
| Año  | Categoría                                              | Canción                     | Película                    | Resultado |
| ---- | ------------------------------------------------------ | --------------------------- | --------------------------- | --------- |
| 1946 | Mejor banda sonora de una película dramática o comedia | También somos seres humanos | Nominado                    |           |
| 1946 | Mejor canción original                                 | «Linda»                     | También somos seres humanos | Nominado  |